# HD 10180 i
HD 10180 i es un exoplaneta hipotético pero sin confirmar en órbita a HD 10180, una enana amarilla muy similar a Sol situado a unos  128 años luz del Sistema Solar en la constelación de Hydrus. Se detectó en el verano de 2010 alrededor de la estrella mediante el método de velocidad radial.

## Características del planeta
HD 10180 i es posiblemente una Supertierra caliente descubierto por Mikko Tuomi en 2012.